# Saint-Léger-les-Vignes
Saint-Léger-les-Vignes (bretonisch: Sant-Lezer-ar-Gwiniegi ) ist eine französische Gemeinde mit 2.114 Einwohnern (Stand: 1. Januar 2022) im Département Loire-Atlantique in der Region Pays de la Loire. Saint-Léger-les-Vignes gehört zum Arrondissement Nantes und ist Teil des Kantons Rezé-1. Die Einwohner werden Légériens genannt.

## Geographie
Saint-Léger-les-Vignes liegt etwa 15 Kilometer südwestlich von Nantes im Weinbaugebiet Gros Plant du Pays Nantais; hier wird vor allem der Muscadet produziert. An der südlichen Gemeindegrenze fließt der Acheneau, in den hier der Tenu mündet, entlang. Umgeben wird Saint-Léger-les-Vignes von den Nachbargemeinden Brains im Norden, Bouaye im Osten, Saint-Mars-de-Coutais im Süden sowie Port-Saint-Père im Westen. 

## Bevölkerungsentwicklung
| 1962 | 1968 | 1975 | 1982 | 1990 | 1999 | 2006 | 2017 |
| ---- | ---- | ---- | ---- | ---- | ---- | ---- | ---- |
| 451  | 451  | 484  | 721  | 946  | 1158 | 1375 | 1844 |

## Sehenswürdigkeiten
- Kirche Saint-Léger (St. Leodegar) aus dem 19. Jahrhundert
- Villa du Châtelier, Herrenhaus, 1830 bis 1834 restauriert, seit 1997 Monument historique

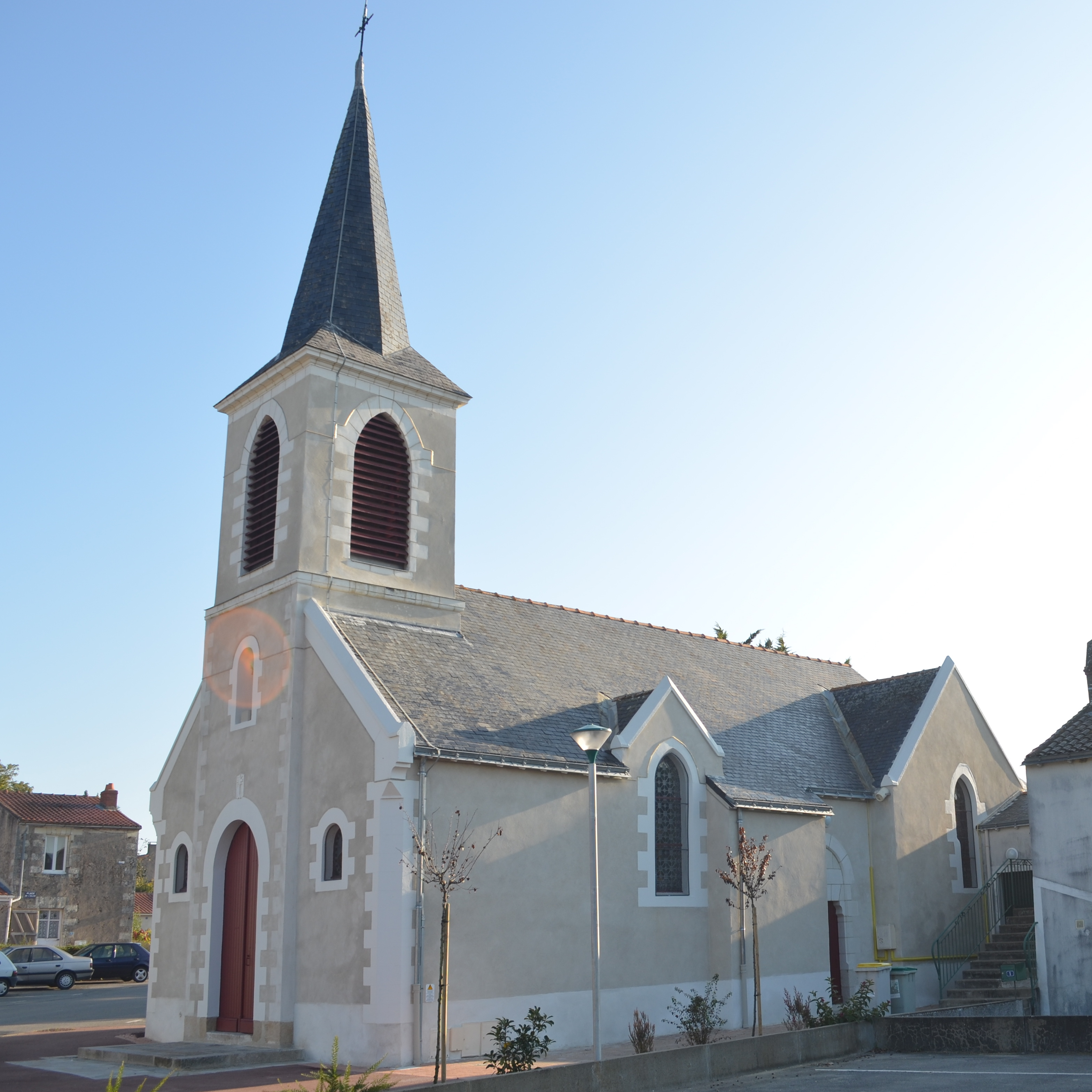
Kirche St. Leodegar